# رحمة (إسلام)
الرحمة خلق من الأخلاق الإسلامية، وصفة لازمة لشريعة الإسلام ولرسوله محمد كما قال تعالى ﴿وَمَا أَرْسَلْنَاكَ إِلَّا رَحْمَةً لِلْعَالَمِينَ ۝١٠٧﴾ [الأنبياء:107] ، والرحمة صفة من صفات الخالق عزوجل ، واشتق الله من الرحمة اسم الرحمن، قال القرطبي: (وذهب جمهور من الناس إلى أن الرحمن مشتق من الرحمة) ، وورد ذكر الرحمة ومشتقاتها في القرآن الكريم في نحو ثمانية وستين ومائتي (268) موضع، وهذا يدل على أهميتها وعناية الإسلام بها كخلق من الأخلاق التي يدعو لها ويحث عليها.

## تعريفها
قال الراغب:(الرحمة رقة تقتضي الإحسان إلى المرحوم، وتستعمل تارة في الرقة المجردة، وتارة في الإحسان المجرد عن الرقة، نحو رحم الله فلاناً). وقال ابن منظور (الرحمة في بني آدم عند العرب رقة القلب وعطفه، ورحمة الله، وإحسانه، ورزقه).

## الحث على الرحمة والدعوة للتخلق بها
لخلق الرحمة منزلة عالية في الإسلام، وقد تعددت صور الدعوة للتخلق بها في القرآن والسنة:
- صفة من صفات الرب عزوجل: ففي الحديث (لما خلق الله الخلق كتب بيده على نفسه أن رحمتي سبقت غضبي).[5]
- الرحماء يرحمهم الله، ففي الحديث (إنما يرحم الله من عباده الرحماء).[6]
- التحذير من القسوة والعنف فهما ضد الرحمة: (لا تنزع الرحمة إلا من شقي).[7] والقسوة منهي عنها حتى لو كانت على الحيوانات فهي محرمة، فقد قال النبي (دخلت امرأة النار في هرة ربطتها فلم تطعمها ولم تدعها تأكل من خشاش الأرض)[8]
- الرحمة بالمخلوقات عامة حتى ولو كان حيواناً، قال النبي: «بينا رجل بطريق اشتد عليه العطش فوجد بئرا فنزل فيها فشرب، ثم خرج، فإذا كلب يلهث يأكل الثرى من العطش، فقال الرجل: لقد بلغ هذا الكلب من العطش مثل الذي كان بلغ مني، فنزل البئر فملأ خفه ماء فسقى الكلب فشكر الله له فغفر له، قالوا: يا رسول الله، وإن لنا في البهائم لأجرا، فقال: في كل ذات كبد رطبة أجر».[8]
- بناء أصول الشريعة وفروعها على الرحمة: فالمشقة تجلب التيسير رحمة بالعباد كما قال تعالى ﴿لَا يُكَلِّفُ اللَّهُ نَفْسًا إِلَّا وُسْعَهَا ۚ﴾ ، فلم يكلف الله تعالى عباده إلا ما يطيقون، فإن عرض لهم عارض من العوارض التي يشق عليهم فعل العبادة شرع لهم من التخفيف والتيسير ما يتناسب مع دفع المشقة رحمة بهم.
- الرحمة بالمذنبين التائبين: عن أنس بن مالك، قال: سمعت رسول الله يقول: قال الله تبارك وتعالى: (يا ابن آدم إنك ما دعوتني ورجوتني غفرت لك على ما كان فيك ولا أبالي، يا ابن آدم لو بلغت ذنوبك عنان السماء ثم استغفرتني غفرت لك ولا أبالي، يا ابن آدم إنك لو أتيتني بقراب الأرض خطايا ثم لقيتني لا تشرك بي شيئا لأتيتك بقرابها مغفرة).[9]

## الرحمة العامة والخاصة
رحمة الله بمخلوقاته في الدنيا عامة تشمل أموراً كثيرة كالرزق وأسباب الحياة ونحوها، أما رحمته في الآخرة فهي مقصورة على المؤمنين جزاء اتباعهم واستقامتهم على دينه كما قال تعالى ﴿وَاكْتُبْ لَنَا فِي هَذِهِ الدُّنْيَا حَسَنَةً وَفِي الْآخِرَةِ إِنَّا هُدْنَا إِلَيْكَ قَالَ عَذَابِي أُصِيبُ بِهِ مَنْ أَشَاءُ وَرَحْمَتِي وَسِعَتْ كُلَّ شَيْءٍ فَسَأَكْتُبُهَا لِلَّذِينَ يَتَّقُونَ وَيُؤْتُونَ الزَّكَاةَ وَالَّذِينَ هُمْ بِآيَاتِنَا يُؤْمِنُونَ ۝١٥٦﴾ [الأعراف:156].

## نماذج من رحمة النبي
لقد برزت صفة الرحمة في شخصية النبي في مواقف كثيرة وأزمنة متعددة وأحوال متفاوتة حتى وصفه تعالى بالرحمة فقال:﴿لَقَدْ جَاءَكُمْ رَسُولٌ مِنْ أَنْفُسِكُمْ عَزِيزٌ عَلَيْهِ مَا عَنِتُّمْ حَرِيصٌ عَلَيْكُمْ بِالْمُؤْمِنِينَ رَءُوفٌ رَحِيمٌ ﴾ :
* رحمته بالأطفال: 
فقد كان يمازحهم ويلاطفهم ويحسن إليهم، دخل الأقرع بن حابس التميمي، فرأى النبي يقبل الحسن أو الحسين، فقال له: أو تقبلون أولادكم، إن لي عشرة من الولد، ما قبلت أحداً منهم قط، فقال النبي (أو أملك أن نزع الله الرحمة من قلبك) ، وكان النبي يُقعد أسامة بن زيد على فخذه ويقعد الحسن بن علي على فخذه الأخرى ثم يضمهما ويقول: (اللهم ارحمهما فإني ارحمهما).
* رحمته بالمؤمنين:
من خلال سيرته كان رحيماً بأمته يرشد ضالهم ويعين ضعيفهم ويعلم جاهلهم ويعفو عن مسيئهم ويراعي حالهم حتى قال:(إني لأقوم في الصلاة وأريد أن أطول فيها، فأسمع بكاء الصبي، فأتجوز (أي فأخفف) في صلاتي كراهية أن أشق على أمه). وكان يشيع الرحمة في الناس ويدعو للتخلق بها والتعامل مع الناس بهافيقول: (من لا يرحم الناس لا يرحمه الله). ويمثل للرحمة بين المؤمنين كالجسد الواحد ((مثل المؤمنين في توادهم وتراحمهم وتعاطفهم مثل الجسد؛ إذا اشتكى منه عضو تداعى له سائر الجسد بالسّهر والحمّىّّ).
* رحمته بالمرأة: 
فقد كان النبي يحترم المرأة ويدعو للإحسان إليها ويرحم ضعفها وينهى عن استغلالها وإيقاع الأذى بها، فقال (اللهم إِنِّي أُحَرِّجُ حق الضعيفين اليتيم والمرأة) قال السندي: وقوله (إِنِّي أُحَرِّجُ)التحريج أو الإحراج، أي: أضيق على الناس في تضييع حقهما وأشدد عليهم في ذلك والمقصود إشهاده تعالى في تبليغ ذلك الحكم إليهم، وفي الزوائد: المعنى أحرج عن هذا الإثم بمعنى أن يضيع حقها وأحذر من ذلك تحذيرا بليغا وأزجر عنه زجرا أكيدا)
* رحمته بأعدائه:
فقد تجاوزت رحمته بأتباعه إلى أعدائه الذين آذوه أشد العداوة كما فعل بأهل مكة عندما دخل مكة فاتحاً فقال:(اذهبوا فأنتم الطلقاء). وموقفه من بعض الشعراء الذين آذوه بشعرهم فلما علموا برحمته وعطفه على من أخطأ بحقه أتوا إليه يعتذرون فيقبل اعتذارهم ويرحم موقفهم كما فعل مع كعب بن زهير وعبد الله بن الزبعري السهيمي اللذين كانا يهجونه قبل اسلامهما.فما انتقم النبي لنفسه قط.
*رحمته بالحيوانات: 
فقد شرع لأمته آداباً للتعامل مع الحيوانات مداره على الرحمة والرفق بها وعدم القسوة عليها وتعذيبها، بل جعل الرحمة بالحيوان سبباً لرحمة الله بالإنسان.فقال: (بينما رجل يمشي بطريق إذ اشتد عليه العطش، فوجد بئرا (فنزل فيها)، فشرب فخرج، فإذا كلب يلهث يأكل الثرى من العطش، فقال الرجل: لقد بلغ هذا الكلب من العطش مثل الذي بلغ مني، فنزل البئر فملأ خفه ثم أمسكه بفيه حتى رقي، فسقى الكلب فشكر الله له فغفر له. فقالوا: يا رسول الله، وإن لنا في البهائم لأجرا؟ قال: في كل كبد رطبة أجر.). فبسبب رحمة هذا الرجل بالحيوان غفر الله له.وعندما رأى بعيراً قد إلتصق ظهره ببطنه من شدة الجوع قال (اتقوا الله في هذه البهائم المعجمة، فاركبوها صالحة وكلوها صالحة). بل نهى عن لعن الحيوان، وعندما رأى حماراً قد وسم في وجهه فقال: (لَعَنَ اللَّهُ الَّذِي وَسَمَهُ). قال النووي: «وأما الوسم في الوجه فمنهي عنه بالإجماع، وقال جماعة من أصحابنا: يكره، وقال البغوي من أصحابنا: لا يجوز، فأشار إلى تحريمه، وهو الأظهر، لأن النبي صلى الله عليه وسلم لعن فاعله، واللعن يقتضي التحريم».

## مجالات الرحمة
* رحمة النفس:
فمن الرحمة رحمة الإنسان لنفسه بالاهتمام بها وتزكيتها، وعدم الاعتداء عليها قال الله تعالى ﴿ وَلَا تَقْتُلُوا أَنْفُسَكُمْ إِنَّ اللَّهَ كَانَ بِكُمْ رَحِيمًا ﴾ ، وقد حرم الإسلام جميع أشكال الاعتداء على النفس كالانتحار ونحوه وجعله جرماً عظيما فقال:(مَنْ قَتَلَ نَفْسَهُ بِشَيْءٍ فِي الدُّنْيَا عُذِّبَ بِهِ يَوْمَ الْقِيَامَةِ).
* رحمة الأسرة والمجتمع:
حث الإسلام على إشاعة المحبة والرحمة داخل الأسرة لإنها اللبنة الاساس لبناء المجتمع المتراحم وجعل الرحمة بين الزوجين ركناً من أركان العلاقة الزوجية قال تعالى ﴿  وَمِنْ آَيَاتِهِ أَنْ خَلَقَ لَكُمْ مِنْ أَنْفُسِكُمْ أَزْوَاجًا لِتَسْكُنُوا إِلَيْهَا وَجَعَلَ بَيْنَكُمْ مَوَدَّةً وَرَحْمَةً إِنَّ فِي ذَلِكَ لَآَيَاتٍ لِقَوْمٍ يَتَفَكَّرُونَ﴾ .وجعل الرحمة أدباً من الاداب الاجتماعية التي يتعامل بها أفراد المجتمع فقال النبي (ليس منا من لم يرحم صغيرنا ويوقر كبيرنا).
* رحمة الراعي بالرعية والرئيس بمرؤوسيه (في مجال العمل): 
علاقة الراعي برعيته ومدير العمل بموظفيه ينبغي أن يسودها الرحمة والرفق، وفي هذا المجال يقول النبي: (اللهم من ولي من أمر أمتي شيئا فشق عليهم فاشقق عليه، ومن ولي أمر أمتي فرفق بهم فارفق به).
*الرحمة في مجال التجارة:
قال النبي: (رحم الله عبداً سمحاً إذا باع، سمحاً إذا اشترى، سمحاً إذا اقتضى). فالرحمة والسماحة في البيع والشراء هدي نبوي تربوي فيه خير كثير للمجتمع وأثر عظيم في تماسكه.

## اقرأ أيضا
- الرحمن (أسماء الله الحسنى)
- الرحمة في حياة الرسول صلى الله عليه وسلم (كتاب)

## وصلات خارجية
- موقع صيدالفوائد: إنها الرحمة